# Petit Papa Noël
Petit Papa Noël ist ein bekanntes französisches Weihnachtslied.

## Geschichte
Das Lied entstammt dem Film Destins von Richard Pottier. Der französische Schauspieler und Chansonnier Tino Rossi singt darin den von Raymond Vinci getexteten und von Henri Martinet komponierten Titel; diese Version gehört bis heute zu den populärsten. Das Lied landet alljährlich zur Weihnachtszeit in den französischen Hitparaden. Allein von Tino Rossi gibt es drei verschiedene Aufnahmen, die teilweise gleichzeitig in den Charts sind. Seit 1946 hat sich Petit Papa Noël über 300 Millionen Mal verkauft.
Papa/Père Noël (wörtlich: Weihnachtsvater) ist der französische Name des Weihnachtsmanns. Das Lied handelt davon, dass sich ein Kind am Heiligen Abend an den Weihnachtsmann wendet und ihn bittet, bei der Geschenkverteilung nicht vergessen zu werden.

## Versionen
Das Lied gehört in das Standard-Weihnachtsrepertoire in Frankreich und ist auf vielen Weihnachtsalben und -samplern zu finden. In den Charts waren unter anderem:
- Tino Rossi (1946)
- Les Schtroumpfs (Die Schlümpfe, 1996)
- Roch Voisine (2000)
- Roberto Alagna (2003)
- Pinocchio & Marilou (2005)
- Bébé Lilly (2006)

Interpreten aus Deutschland
- Boney M.
- Nicole (1984)
- Claudia Jung (1996)
- Saphir Blanc (2010)
- Rolf Zuckowski

Von dem Weihnachtslied gibt es mindestens ein Dutzend anderssprachiger Versionen, eine deutsche lautet Wann kommst du, Weihnachtsmann.
2015 veröffentlichte der deutsch-französische Ska- und Reggae-Künstler Dr. Ring-Ding eine französischsprachige Rumba/Ska-Version auf dem Album „Once A Year“.

## Chartplatzierungen

### Tino Rossi
| Periode   | Höchstplatzierung, GesamtwochenChartsChartplatzierungen (Periode, Platzierungen, Wochen) |
| Periode   | FR                                                                                       |
| --------- | ---------------------------------------------------------------------------------------- |
| 1984/85   | FR24 (3 Wo.)FR                                                                           |
|           |                                                                                          |
|           |                                                                                          |
| 1987/88   | FR22 (4 Wo.)FR                                                                           |
| 1988/89   | FR42 (2 Wo.)FR                                                                           |
| 1989/90   | FR21 (2 Wo.)FR                                                                           |
| 1990/91   | FR16 (2 Wo.)FR                                                                           |
| 1991/92   | FR6 (5 Wo.)FR                                                                            |
| 1992/93   | FR8 (4 Wo.)FR                                                                            |
| 1993/94   | FR21 (4 Wo.)FR                                                                           |
| 1994/95   | FR27 (4 Wo.)FR                                                                           |
|           |                                                                                          |
|           |                                                                                          |
| 2011/12   | FR25 (2 Wo.)FR                                                                           |
| 2012/13   | FR54 (6 Wo.)FR                                                                           |
| 2013/14   | FR57 (4 Wo.)FR                                                                           |
| 2014/15   | FR41 (4 Wo.)FR                                                                           |
| 2015/16   | FR45 (3 Wo.)FR                                                                           |
| 2016/17   | FR63 (4 Wo.)FR                                                                           |
| 2017/18   | FR86 (1 Wo.)FR                                                                           |
| 2018/19   | FR80 (1 Wo.)FR                                                                           |
| 2019/20   | FR54 (1 Wo.)FR                                                                           |
| 2020/21   | FR115 (1 Wo.)FR                                                                          |
| 2021/22   | FR79 (1 Wo.)FR                                                                           |
| 2022/23   | FR52 (1 Wo.)FR                                                                           |
| 2023/24   | FR38 (2 Wo.)FR                                                                           |
| 2024/25   | FR47 (1 Wo.)FR                                                                           |
| Insgesamt | FR6 (62 Wo.)FR                                                                           |

### Version von Roch Voisine
| Periode   | Höchstplatzierung, GesamtwochenChartsChartplatzierungen (Periode, Platzierungen, Wochen) |
| Periode   | FR                                                                                       |
| --------- | ---------------------------------------------------------------------------------------- |
| 2000/01   | FR49 (5 Wo.)FR                                                                           |
| Insgesamt | FR49 (5 Wo.)FR                                                                           |

### Version von Roberto Alagna
| Periode   | Höchstplatzierung, GesamtwochenChartsChartplatzierungen (Periode, Platzierungen, Wochen) |
| Periode   | FR                                                                                       |
| --------- | ---------------------------------------------------------------------------------------- |
| 2003/04   | FR91 (1 Wo.)FR                                                                           |
| Insgesamt | FR91 (1 Wo.)FR                                                                           |

### Version von Pinocchio & Marilou
| Periode   | Höchstplatzierung, GesamtwochenChartplatzierungen (Periode, Platzierungen, Wochen) | Höchstplatzierung, GesamtwochenChartplatzierungen (Periode, Platzierungen, Wochen) | Höchstplatzierung, GesamtwochenChartplatzierungen (Periode, Platzierungen, Wochen) |
| Periode   | FR                                                                                 | CH                                                                                 | BEW                                                                                |
| --------- | ---------------------------------------------------------------------------------- | ---------------------------------------------------------------------------------- | ---------------------------------------------------------------------------------- |
| 2005/06   | FR7 (13 Wo.)FR                                                                     | CH23 (8 Wo.)CH                                                                     | BEW17 (7 Wo.)BEW                                                                   |
| 2006/07   | FR14 (8 Wo.)FR                                                                     | CH100 (1 Wo.)CH                                                                    | BEW18 (6 Wo.)BEW                                                                   |
| 2007/08   | FR29 (7 Wo.)FR                                                                     | —                                                                                  | —                                                                                  |
| 2008/09   | FR41 (12 Wo.)FR                                                                    | —                                                                                  | —                                                                                  |
| Insgesamt | FR7 (40 Wo.)FR                                                                     | CH23 (9 Wo.)CH                                                                     | BEW17 (13 Wo.)BEW                                                                  |

### Version von Bébé Lilly
| Periode   | Höchstplatzierung, GesamtwochenChartplatzierungen (Periode, Platzierungen, Wochen) | Höchstplatzierung, GesamtwochenChartplatzierungen (Periode, Platzierungen, Wochen) |
| Periode   | FR                                                                                 | CH                                                                                 |
| --------- | ---------------------------------------------------------------------------------- | ---------------------------------------------------------------------------------- |
| 2006/07   | FR5 (8 Wo.)FR                                                                      | CH41 (4 Wo.)CH                                                                     |
|           |                                                                                    |                                                                                    |
|           |                                                                                    |                                                                                    |
| 2009/10   | FR9 (17 Wo.)FR                                                                     | —                                                                                  |
| 2010/11   | FR60 (11 Wo.)FR                                                                    | —                                                                                  |
| Insgesamt | FR5 (36 Wo.)FR                                                                     | CH41 (4 Wo.)CH                                                                     |

## Trivia
In der Serie Die Simpsons trägt der Familienhund Knecht Ruprecht in der französischen Synchronfassung den Namen Petit Papa Noël.